# مسجد بغدادی‌ها
مسجد بغدادی‌ مربوط به دوره آل مظفر است که با توجه به نوشته‌ای که بر سنگ محراب مسجد حک شده است، سال ۷۶۸ هجری قمری (ثمان و ستین بعد سبع مأة) را نشان می‌دهد، تعمیر کلی شده است و در دوره قاجار نیز به خاطر زلزله‌های شدیدی که رخ داده است، دوباره تعمیر کلی شده است. زمان ساخت اولیه مسجد نا مشخص است. همچنین در جوار این مسجد، آرامگاه امامزاده «بی بی سته» که گفته می‌شود از نوادگان امام صادق علیه السلام است. قرار دارد.
کاشی کاری مسجد کاشیکاری بکار رفته در این مسجد از نوع معقلی می‌باشد که تنها در تعداد محدودی از مساجد از جمله مسجد حاج غنی، مسجد طاهریه، مسجد فتح و حاج باقر بکار رفته است. استفاده از این نوع کاشیکاری با توجه به تاریخ ساخت مسجد امری رایج بوده است. از این نوع کاشیکاری بیشتر در جرز بیرونی و فیلگوش‌ها استفاده شده است.
وجه تسمیه مسجد بغدادی
قدیمی‌ترین منبعی که از مسجد بغدادی نام برده است شیراز نامه اثر زرکوب شیرازی است که در آن در ذیل نام بزرگان و مشایخ شیراز از شخصی به نام محمد بن الامام مقری می‌نویسد: الشیخ الامام العالم اسوة الافاضل و الائمة المتبرزین ملک المشایخ الواعظین جمال الدین محمد بن الامام المقری الامام بالمسجد البغدادی از کبار ائمه و افاضل عصر بوده و در فنون علوم از احادیث و علم کلام و عربیه تصانیف معتبر داشت توفی سنه اربع و سبعین و ستمأة و در رباطی که قریب دروازه کازرون افتاده مدفدن است. (زرکوب شیرازی ابوالعباس احمد بن ابی الخیر شیرازنامه ۷۳۴ قمری به تصحیح بهمن کریمی، ص ۱۳۷)
بنا بر گفته محمدهادی امامی بغدادی، مبلغی از جانب یک تاجر بغدادی به والی فارس فرستاده می‌شود تا با آن، مسجدی در شیراز بنا گردد اما چون آن بودجه، کفاف خرید زمین و ساخت مسجد را نمی‌داده است والی فارس نامه ای به آن تاجر می‌نویسد: که این مبلغ برای ساخت مسجد کم است، اما مسجد نیمه مخروبه ای در شیراز وجود دارد (مسجد بغدادی کنونی) که با این هزینه می‌توان آن را تعمیر کلی و قابل استفاده کرد. تاجر نیز قبول می‌کند و این مسجد تعمیر کلی می‌شود و از آن زمان مورد بهره‌برداری مجدد قرار می‌گیرد و مقداری از سکه‌های ارسالی آن تاجر که از مخارج بازسازی مسجد اضافه آمده بوده است نیز زیر یکی از ستون‌های مسجد دفن شده است. (نیازمند منبع)
لذا نام این مسجد بغدادی است که در عوام گاهی بغدادی‌ها خوانده می‌شود که صحیح نیست.
این مسجد در محله قدیمی سردُزَک (سر دِژَک-دژِ کوچک) شیراز واقع شده و این اثر در تاریخ ۲۸ دی ۱۳۷۹ با شمارهٔ ثبت ۲۹۶۱ به‌عنوان یکی از آثار ملی ایران به ثبت رسیده است.
ائمه جماعت
در مورد ائمه جماعت این مسجد از سال ۱۲۵۴ هجری شمسی تا سال ۱۲۹۹ هجری شمسی به مدت چهل و پنج سال شیخ محمود شیرازی (ره) و پس از آن تا بهمن ماه سال ۱۳۵۹ شمسی فرزند آن، شیخ محمد نبی امام بغدادی (ره) به مدت ۶۱ سال امام جماعت این مسجد بوده‌اند و از سال ۱۳۶۰ تا ۱۳۶۵ نیز آیت الله حاج سید مصطفی محمدی امامت جماعت مسجد را عهده‌دار بوده‌اند و پس از آن نیز تا کنون تعدادی از علما به صورت پراکنده امام جماعت بوده‌اند.
در زمان فتحعلی شاه قاجار نیز در سفری به شیراز به والی فارس دستور می‌دهد که تمام علمای شیراز را در شاهچراغ جمع کن می‌خواهم با آن‌ها دیدار حضوری داشته باشم. والی فارس هم همهٔ علما را جمع می‌کند اما تنها امام جماعت مسجد بغدادی که سیدی پیر بوده و در زیر درختی در مسجد به گیوه دوختن گیوه مشغول بوده از دیدار با شاه امتناع می‌ورزد. شاه پس از دیدار به والی فارس می‌گوید همه علما را حاضر کردی؟ می‌گوید بله قربان اما تنها یک عالم حاضر به حضور نشد شاه می‌گوید پس خود ما به دیدارش می‌رویم و شاه با خدم و حشم به سوی مسجد بغدادی روانه می‌شود. اطرافیان شاه زودتر نزد سید می‌آیند و عزیمت شاه به مسجد را خبر می‌دهند اما سید با بی اعتنایی مشغول به دوختن گیوه می‌شود تا شاه به درب مسجد می‌رسد، سید هم به درب مسجد می‌آید و خوش‌آمد می‌گوید و پس از تفقد و جویا شدن احوال سید به او می‌گوید درخواستی از ما داشته باش! سید می‌گوید درخواستی ندارم دوباره اصرار می‌کند، سید کنایتا می‌گوید زیر این درخت که مشغول کار هستم پشه‌ها اذیتم می‌کنند اگر می‌توانی این پشه‌ها را از من دور کن! شاه می‌گوید ملکی در شهر آباده را وقف بر این مسجد کنم سید می‌گوید مانعی نیست و تشکر می‌کند
محمد هادی امامی از قول پدرش نقل می‌کند که این ملک تا ابتدای حکومت پهلوی اول (حدود سال ۱۳۰۵) وقف بر مسجد بود و در ماه محرم نیز از درآمد آن توسط والیان حکومتی در مسجد، مجلس سوگواری برگزار می‌شد و پس از منع عزاداری سید الشهداء علیه السلام توسط رضاخان به مرور این ملک از دست والیان خارج و مقرری هر ساله قطع شد.